# Hóp Sơn Động
Hóp Sơn Động (danh pháp: Bambusa papillata) là một loài thực vật có hoa trong họ Hòa thảo. Loài này được (Q.H.Dai) K.M.Lan mô tả khoa học đầu tiên năm 1988.